# Гласпелл, Сьюзен
Сьюзен Китинг Гласпелл (англ. Susan Keating Glaspell; 1 июля 1876 — 28 июля 1948) — американская писательница, драматург, журналистка и актриса
. Вместе со своим мужем Джорджем Крэмом Куком она основала «Провинстаун Плейерс», первую современную американскую театральную компанию.
Изначально известная благодаря коротким произведениям (опубликовано пятьдесят рассказов), Гласпелл впоследствии написала девять романов, пятнадцать пьес и биографию. Её рассказы часто носили полуавтобиографический характер, их действие разворачивалось на родном для писательницы Среднем Западе. В них обычно исследовались социальные проблемы, такие как гендер, этика и расхождение во взглядах, а действующими лицами были глубокие, вызывающие симпатию персонажи с твёрдой жизненной позицией. В 1930 году пьеса «Дом Элисон» принесла Гласпелл Пулитцеровскую премию.
Проведя два года в Греции, после смерти мужа Гласпелл с детьми вернулась в Соединенные Штаты. Во время Великой депрессии она работала в чикагском Управлении общественных работ, где занимала пост директора бюро Среднего Запада в Федеральном театральном проекте. Ставшие бестселлерами при жизни писательницы, после смерти её книги перестали печатать. Также Гласпелл приписывают открытие драматурга Юджина О’Нила.
С конца XX века критическая переоценка женского вклада в искусство привела к возобновлению интереса к творчеству Гласпелл и возрождению её популярности. В начале XXI века она стала признанной автором-феминисткой, первой в США современной женщиной-драматургом. Её одноактная пьеса «Детали» (1916) часто упоминается как одно из величайших произведений американского театра. По словам ведущего британского театрального критика Майкла Биллингтона, Гласпелл остаётся «самым сокровенным секретом американской драмы».

## Биография

### Ранние годы
Сьюзен Гласпелл родилась в Айове в 1876 году в семье фермера Элмера Гласпелла и его жены Алисы Китинг, учителя государственной школы. Помимо дочери в семье было два сына: старший Рэймонд и младший Фрэнк. Сьюзен росла на ферме чуть ниже утёсов вдоль Миссисипи у западной границы Давенпорта. Ферму приобрёл ещё прадедушка по отцовской линии, Джеймс Гласпелл, выкупив её у федерального правительства после предшествовавшей покупки у индейцев. Имевшая достаточно консервативное воспитание, Сьюзи запомнилась как «не по годам взрослый ребёнок», который часто спасал бездомных животных. Несмотря на то, что семейная ферма всё больше оказывалась окруженной жилой застройкой, мировоззрение Гласпелл формировалось на рассказах бабушки об американских пионерах и частых появлениях индейцев в годы, предшествовавшие основанию штата Айова. Выросшая прямо через реку от деревни Чёрного Ястреба, Гласпелл также находилась под впечатлением от автобиографии лидера сауков: он писал, что американцы должны быть достойными наследниками этой земли. Во время Паники 1893 года отец Гласпелл продал ферму, и семья переехала в Давенпорт.

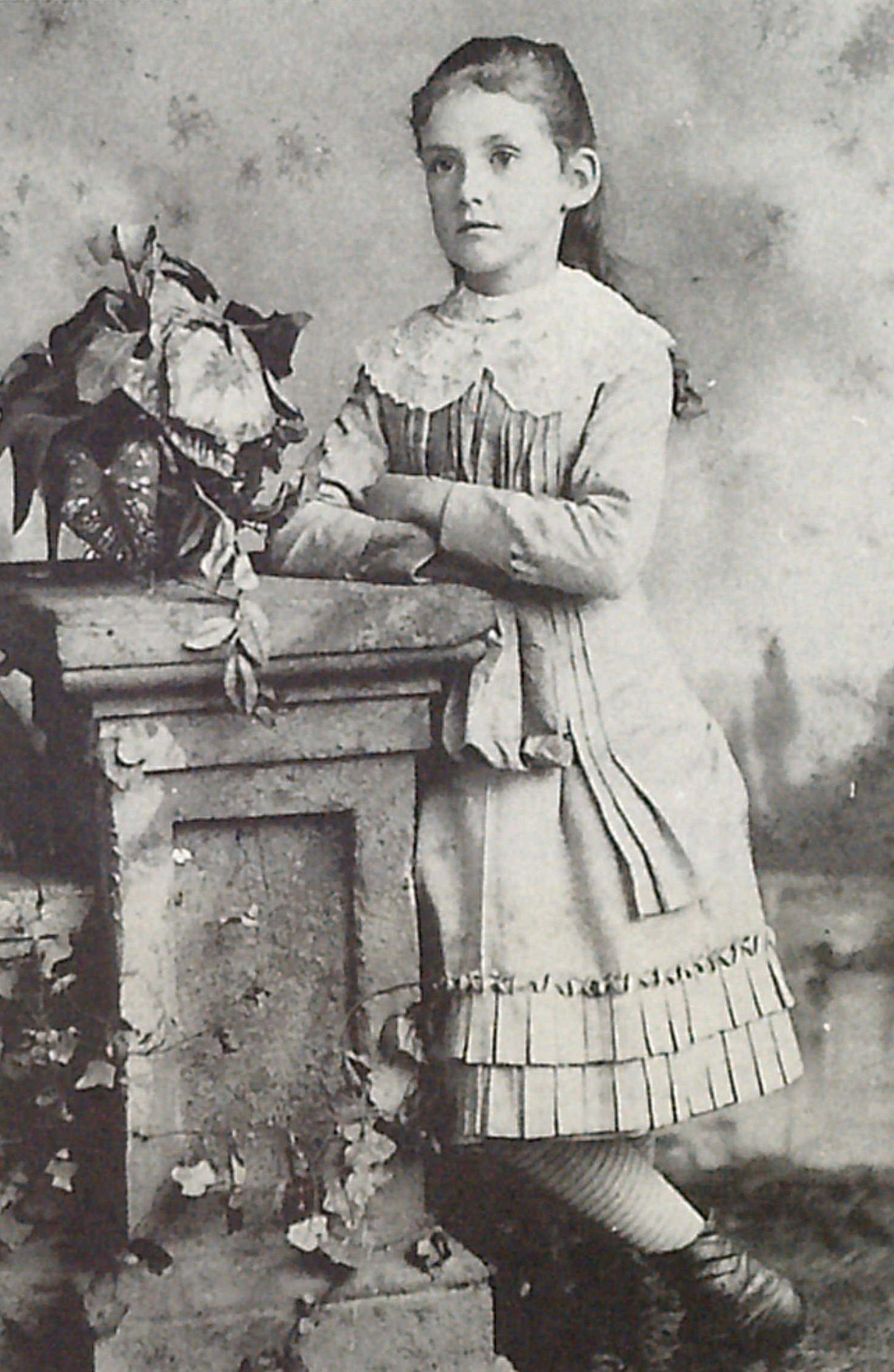
Сьюзен Гласпелл (ок. 1883)

Гласпелл была прилежной ученицей, посещала государственные школы города, проходила углубленный курс обучения. На выпускном 1894 года она произнесла речь. К восемнадцати годам будущая писательница получила работу журналиста в местной газете. К двадцати годам она вела еженедельную колонку «Общество», в которой высмеивала богатый класс Давенпорта.
В двадцать один год Гласпелл поступила в Университет Дрейка, пойдя против местного общественного мнения, что колледж делает женщин непригодными для замужества. Выбрав философию в качестве основной дисциплины, она с успехом участвовала в дебатах с мужчинами и в последний год обучения получила право представлять университет на конкурсе штата. Газета Des Moines Daily News писала о выпускной церемонии Гласпелл и называла её «лидером социальной и интеллектуальной жизни университета».
На следующий день после окончания университета Гласпелл получила работу на полный день в газете Des Moines в качестве репортера, что было редкостью для женщины, и особенно потому, что ей было поручено освещать деятельность в законодательных органах штата и судебные процессы об убийствах. После репортажа об обвинительном приговоре женщине, судимой за убийство мужа-тирана, Гласпелл внезапно оставила работу в газете в возрасте двадцати четырех лет.

Она вернулась в Давенпорт, чтобы посвятить себя художественной литературе. В отличие от многих новых авторов, её рассказы быстро нашли путь к читателю и стали публиковаться в самых популярных периодических изданиях, включая Harper’s , Munsey, Ladies' Home Journal и Woman’s Home Companion. Это был золотой век коротких историй. Денежный приз, полученный от журнала The Black Cat, Гласпел использовала для переезда в Чикаго, где написала свой первый роман, «Триумф побежденных» (англ. The Glory of the Conquered), опубликованный в 1909 году. Роман стал бестселлером, а New York Times писала:
 «Если имя Сьюзен Гласпелл не является псевдонимом уже известного автора — а книга обладает столь необычными качествами для американской художественной литературы и настолько индивидуальна, что это кажется маловероятным — то «Триумф побежденных» открывает нам нового автора, обладающего превосходным и очевидным даром» 
Свой второй роман, «Воображение» (англ. The Visioning), Гласпелл опубликовала в 1911 году. Об этой книге New York Times писала, что «она доказывает, что мисс Гласпелл по-прежнему сильна и обладает способностями, которые ставят её в один ряд с лучшими американскими рассказчиками». Ее третий роман, Fidelity, был опубликован в 1915 году. Его New York Times охарактеризовала как «большой и реальный вклад в американский роман».

### Театр

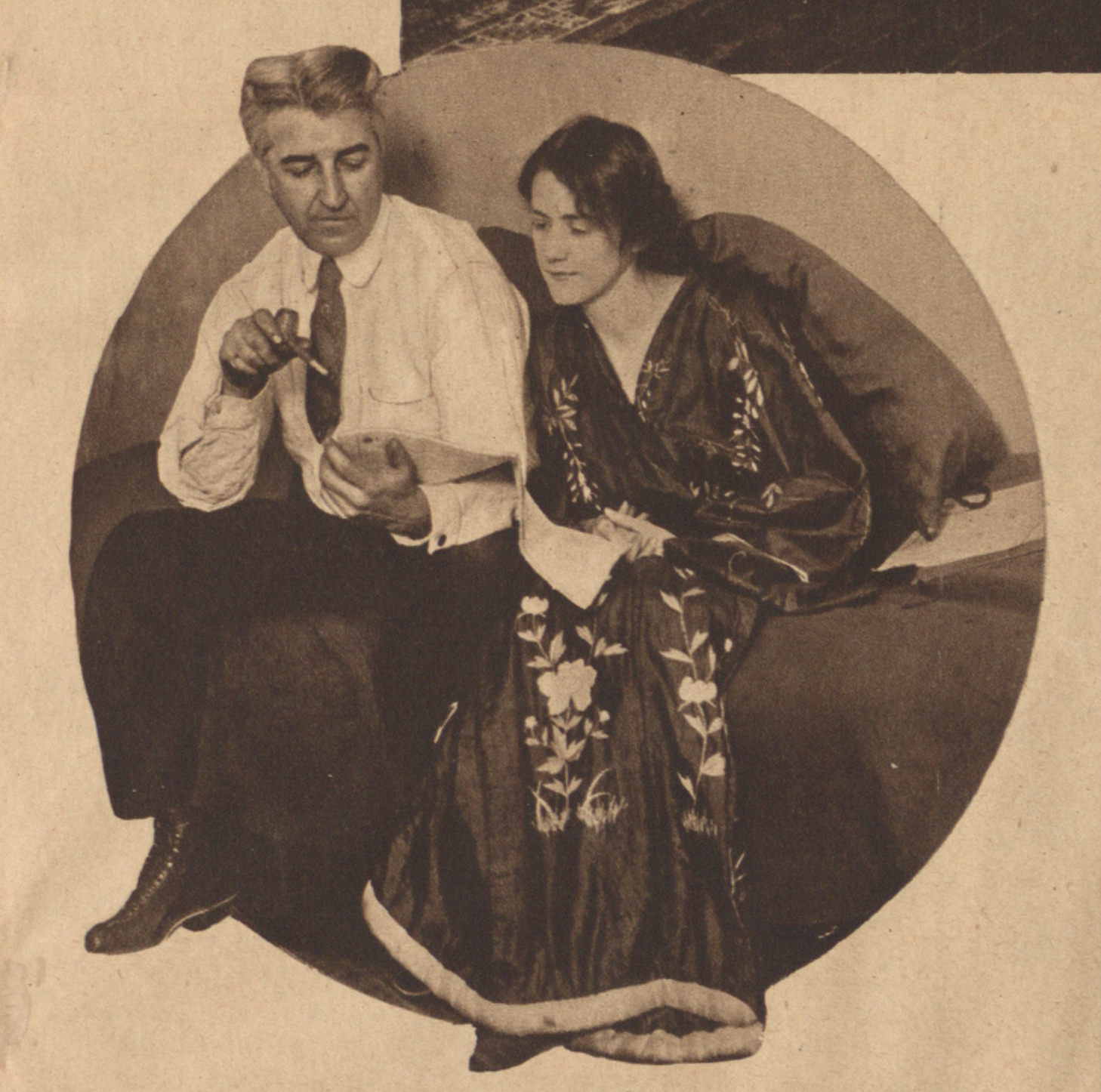
Сьюзен Гаспелл и её муж Джордж Крэм Кук в 1917 году

Находясь в Давенпорте, Гласпелл связалась с местными авторами, чтобы сформировать Давенпортскую группу. В ней был и Джордж Крэм Кук, преподаватель английской литературы в Университете штата Айова. Он происходил из богатой семьи, был джентльменом-фермером. Кук был женат второй раз, и второй раз неудачно, но несмотря на это Гласпелл влюбилась в него. После развода Кука, Гласпелл вышла за него замуж в 1913 году.
Чтобы избежать неодобрительных сплетен и стать частью художественного мира, Гласпелл и Кук переехали в Гринвич-Виллидж, богемный район Нью-Йорка. Там они стали ключевыми участниками первого в Америке авангардного художественного движения и завели знакомство со многими из самых известных социальных реформаторов и активистов эпохи, включая Эптона Синклера, Эмму Гольдман и Джона Рида. Гласпелл стала ведущим членом ранней феминистской группы Heterodoxy, состоящей из ведущих борцов за права женщин. После серии выкидышей ей сделали операцию по удалению фиброзной опухоли.
Вместе с единомышленниками в художественных кругах, летом 1915 года Гласпелл и Кук отправились в Провинстаун (Массачусетс) на мысе Кейп-Код, где арендовали коттедж. Несмотря на слабость после перенесённой операции, Гласпелл работала с Куком и его друзьями над созданием экспериментальной театральной компании, творческого коллектива. Они ставили первые пьесы в отремонтированном рыбацком причале, подготовленном другим членами их группы. То, что впоследствии получило название «Провинстаун Плейхаус», имело целью создание и постановку художественных пьес, отражающих современные американские проблемы. Компания отвергла коммерчески более выгодные и эскапистские мелодрамы, созданные на Бродвее.
Несмотря на успехи ранней беллетристики, Гласпелл больше всего запомнилась двенадцатью новаторскими пьесами, которые представила в течение следующих семи лет. Ее первая пьеса, «Детали» (1916), была основана на суде по делу об убийстве, которое она освещала в качестве репортера в Des Moines. Сегодня считающаяся ранним феминистским шедевром, эта постановка имела быстрый успех, она захватила зрителей смелыми взглядами на справедливость и мораль. Пьеса стал одним из наиболее упоминаемым произведением в истории американского театра. В 1921 году Гласпелл закончила «Наследников». Посвящённое трём поколениям семьи американских пионеров, произведение, возможно, стало первой современной исторической драмой США. В том же году была закончена «Грань» (англ. The Verge), одна из самых ранних американских экспрессионистских пьес.
Полагая, что любительский коллектив приведет к появлению новых идей, драматурги из Провинстауна часто принимали непосредственное участие в постановке собственных пьес. Не имея профессиональной подготовки, Гласпелл получила признание как актриса. Уильям Зорах, один из первых членов группы, говорил, что «ей нужно просто быть на сцене, и пьеса и зрители оживают сами». Жак Копо, легендарный французский театральный режиссер и критик, был тронут до слез спектаклем с участием Гласпелл. Он назвал её «по-настоящему великой актрисой».

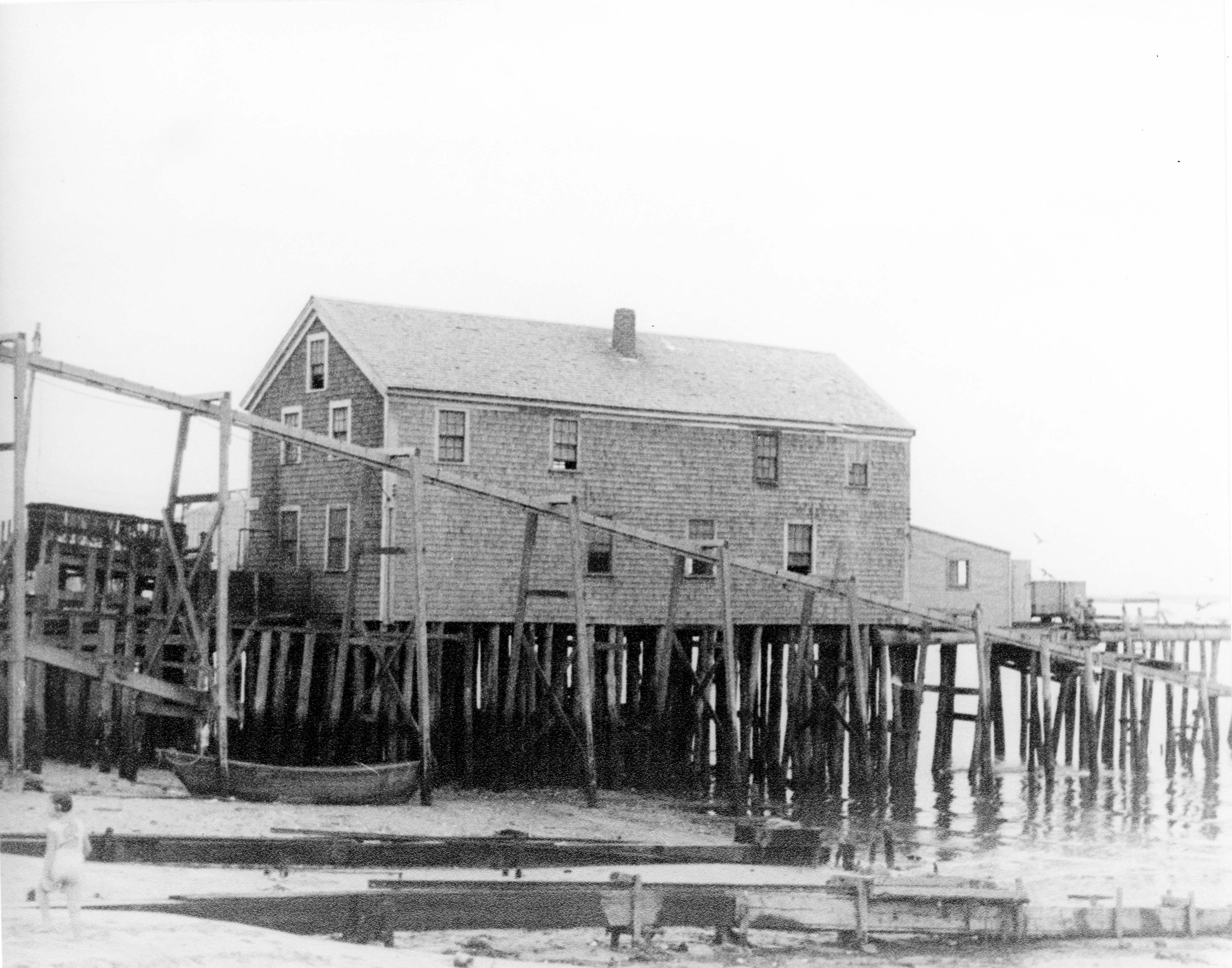
Рыбацкий причал, где ставились пьесы Провинстаунского театра

После первых двух сезонов в Провинстауне театральная компания переехала в Нью-Йорк. Подбирая новые пьесы для постановки, Гласпелл открыла Юджина О’Нила, который в конечном итоге будет признан одним из величайших драматургов в американской истории. Среди других известных участников группы — Эдна Сент-Винсент Миллей, Теодор Драйзер и Флойд Делл, друг Гласпелла из Давенпортской группы. Когда компания стала более успешной, драматурги стали рассматривать её как средство для выхода на коммерческие театры, что являлось нарушением первоначальной цели.
Кук и Гласпелл решили покинуть основанную ими компанию, которая стала «слишком успешной». Гласпелл была на вершине театральной карьеры, последняя пьеса, «Грань», принесла наибольшее признание. В 1922 году Гласпелл и Кук переехали в Дельфы (Греция). Кук умер там в 1924 году от сапа — инфекционного заболевание, которым заразился от своей собаки.
Изначально пьесы Гласпелл публиковались в печатной форме, получая хвалебные отзывы от самых престижных периодических изданий Нью-Йорка. К 1918 году Гласпелл считалась одним из самых значительных новых драматургов Америки. В 1920 году её пьесы начал печатать в Англии авторитетный британский издатель Small & Maynard. Приём в Англии оказался даже лучше, чем в США. Английские критики называли Гласпелл гением и ценили выше О’Нила. Они положительно сравнивали её с Генриком Ибсеном, которого считали самым влиятельным драматургом со времен Шекспира. Чтобы удовлетворить спрос на сочинение Гласпелл, была опубликована британская версия её романа Fidelity, который разошёлся за пять недель пятью тиражами. Когда в 1925 году в Англии вышла пьеса «Наследники», каждая ведущая газета и литературный журнал считали своим долгом опубликовать обширный обзор, слившись в единодушной похвале. Один восторженный рецензент утверждал: «Эта пьеса будет жить, когда Ливерпуль станет мусорной кучей».
Однако востребованность и успех у критиков пьес Гласпелл не привели к финансовой выгоде. Чтобы поддержать себя и своего мужа в те годы, когда они работали в театре, Гласпелл продолжала публиковать рассказы в ведущих периодических изданиях. Литературоведы считают рассказы этого периода лучшими произведениями Гласпелл. Именно во время наиболее продуктивного периода в качестве драматурга Гласпелл также зарекомендовала себя как «центральная фигура в развитии современного американского рассказа».

### Поздняя карьера

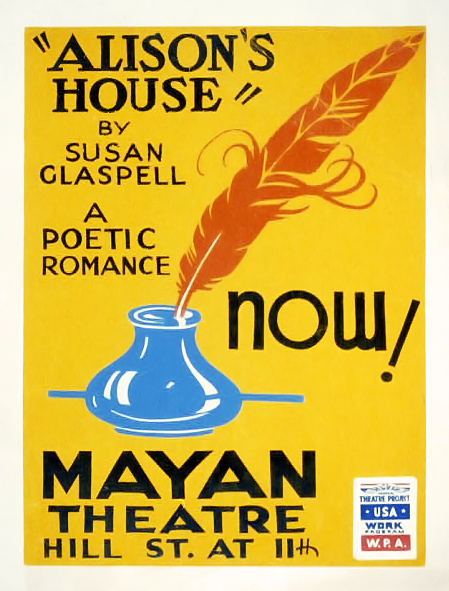
Афиша спектакля Alison’s House 1938 года. За эту пьесу Гласпелл получила Пулитцеровскую премию

Гласпелл возвратилась на мыс Кейп-Код после смерти мужа. Здесь она написала хорошо принятую биографию Джорджа Крэма Кука, The Road to the Temple (1927). В конце двадцатых годов она имела романтические отношения с молодым писателем Норманом Мэтсоном. В этот период из-под её пера вышло три бестселлера, которые сама считала своими лучшими произведениями: Brook Evans (1928), «Возвращение изгнанницы» (англ. Fugitive’s Return, 1929) и Ambrose Holt and Family (1931). Она также написала пьесу «Дом Элисон» (1930), за которую была удостоена Пулитцеровской премии 1931 года. В 1932 году отношения Гласпелл с Мэтсоном закончились. Начался первый и единственный период низкой продуктивности, связанный с депрессией, алкоголизмом и плохим состоянием здоровья.
В 1936 году, во время Великой депрессии, Гласпелл переехала в Чикаго, получив должность директора бюро Среднего Запала в Федеральном театральном проекте. В течение следующих нескольких лет она восстановила отношения с родными братьями, справилась с алкоголизмом и снова вернулась к творчеству. Закончив работу в Федеральном театральном проекте, Гласпелл снова отправилась на мыс Кейп-Код. Пребывание на Среднем Западе повлияло на её работу. Последние три романа: The Morning is Near Us (1939), Norma Ashe (1942) и Judd Rankin’s Daughter (1945) — всё больше фокусировались на этом регионе, семейной жизни и теистических вопросах.
Сьюзен Гласпелл умерла от вирусной пневмонии в Провинстауне 28 июля 1948 года.

## Наследие
Современники высоко ценили Гласпелл и знали как драматурга, получившего Пулитцеровскую премию. Её короткие рассказы регулярно печатались в ведущих периодических изданиях той эпохи, а некролог в New York Times заявлял, что она была «одной из самых читаемых романистов страны».
Но с 1940 года новое поколение влиятельных бродвейских критиков начало публиковать уничижительные рецензии на пьесы Гласпелл, что оказало заметное влияние в долгосрочной перспективе. Ситуацию усугубляло нежелание Гласпелл добиваться публичности и склонность преуменьшать свои достижения, возможно, в результате воспитания в традиционной скромности Среднего Запада. Кроме того, идеалистические романы Гласпелл о сильных и независимых героинях стали менее популярны в послевоенную эпоху, когда подчеркивалась роль женщины в создании домашнего уюта. Её романы перестали публиковать после смерти, из-за чего в Соединенных Штатах творчество Гласпелл игнорировалось в течение многих лет. За границей некоторые учёные обращались к её наследию, но в первую очередь интересовались экспериментальными работами провинстаунского времени.
В конце 1970-х критики, придерживающиеся феминистических взглядов, начали переоценивать карьеру Гласпелл, и с тех пор интерес к её творчеству неуклонно растёт. В начале XXI века эта область исследований считалась растущей. Начиная с конца XX века университетские издательства опубликовали несколько биографий и аналитических материалов о книгах Гласпелл. После долгого перерыва переиздана большая часть её произведений.
Благодаря достижениями в драме, романе и искусстве рассказа Гласпелл часто упоминается как «главный пример» незамеченной писательницы, заслуживающей «канонизации». Как возможный основатель современного американского театра, Гласпелл называют «первой леди американской драмы» и «матерью американской драмы».
В 2003 году было основано Международное общество Сьюзан Гласпелл (англ. International Susan Glaspell Society), целью которого объявлено «признание Сьюзен Гласпелл в качестве крупного американского драматурга и автора художественной литературы». Её пьесы часто исполняются на факультетах колледжей и университетов, но широко она известна по наиболее часто антологизированными произведениями: одноактной пьесой «Детали» и рассказу на её основе «Так решили женщины».

## Избранная библиография
Русские названия приведены по журналу «Подъем» № 7, 2016.

### Драма
| - Suppressed Desires (1914), совместно с Джорджем Крэмом Куком. - «Детали» (1916), переработана в рассказ «Так решили женщины» (1917). - Close the Book (1917). - The Outside (1917). - The People (1917). - Woman’s Honor (1918). - Tickless Time (1918), совместно с Джорджем Крэмом Куком. - Free Laughter (1919), впервые опубликована в 2010. | - Bernice (1919). - «Наследники» (англ. Inheritors, 1921). - «Грань» (англ. The Verge, 1921). - Chains of Dew (1922), впервые опубликована в 2010. - The Comic Artist (1927), совместно с Норманом Мэтсоном. - «Дом Элисон» (англ. Alison's House, 1930), Пулитцеровская премия 1931 года. - Springs Eternal (1943), впервые опубликована в 2010. |

### Художественная литература

#### Романы
| - «Триумф побежденных» (англ. The Glory of the Conquered, 1909). - «Воображение» (англ. The Visioning, 1911). - Верность (1915). - Brook Evans (1928). - «Возвращение изгнанницы» (англ. Fugitive’s Return, 1929). - Ambrose Holt and Family (1931). - The Morning is Near Us (1939). - Norma Ashe (1942). - Judd Rankin’s Daughter (1945). | Сборники рассказов - Lifted Masks (1912). - «Так решили женщины» (англ. A Jury of Her Peers, 1917). - Her America: «A Jury of Her Peers» and Other Stories by Susan Glaspell (2010), edited by Patricia L. Bryan & Martha C. Carpentier. - The Rules of the Institution and Other Stories (2018). |

#### Прочее
| - The Road to the Temple (1926), биография Джорджа Крэма Кука. | - Cherished and Shared of Old (1926), книга для детей. |